# GD Os Operários
GD Os Operários, soms ook Sport Operário e Benfica, is een voetbalclub in Sao Tomé en Principe uit Santo António in het district Pagué, provincie Principe. De club speelt in de eilandcompetitie van Principe, waarvan de kampioen deelneemt aan het voetbalkampioenschap van Sao Tomé en Principe, de eindronde om de landstitel.
De club is de meest succesvolle club van het eiland Principe en de derde meest succesvolle club uit de historie van het gehele Santomese voetbal (na Vitória en Praia Cruz). De club werd vier keer landskampioen, vier keer eilandkampioen (een record) en twee keer bekerwinnaar. Het laatste landskampioenschap werd pas na verlenging en strafschoppen binnengesleept ten koste van UDESCAI.
In 2011 leek Sport Operário e Benfica op weg naar de eilandtitel, maar het bleek dat men een onreglementaire speler had opgesteld. Hierop werd concurrent Sporting do Príncipe uitgeroepen tot eilandkampioen.
Zoals alle clubs van Principe, heeft de club geen vrouwenteam.

## Erelijst
Landskampioen
1990, 1993, 1998, 2004
Eilandkampioen1990, 1993, 1998, 2004
Bekerwinnaar
1992, 2003
1º de Maio · GD Os Operários · FC Porto Real · Sporting do Príncipe · GD Sundy · União Desportiva Aeroporto, Picão e Belo Monte